# Wing Commander (videogioco 1984)
Wing Commander è un videogioco simulatore di volo pubblicato nel 1984 per Commodore 64 dalla Creative Sparks, un'etichetta del gruppo Thorn Emi. Si pilota un moderno caccia a reazione in un'ambientazione anonima, in missioni di difesa. La simulazione è a bassa complessità e orientata all'azione.
La stessa immagine di copertina di Wing Commander (la vista dalla cabina di un caccia) venne utilizzata lo stesso anno dalla Creative Sparks anche per Delta Wing, un simulatore di volo per ZX Spectrum.
Questo Wing Commander non ha alcun legame con la famosa serie di Wing Commander iniziata nel 1990.

## Modalità di gioco
Il giocatore pilota un caccia a reazione e deve difendere un'isola dai bombardieri nemici, che arrivano uno alla volta e possono colpire vari obiettivi di terra, tra cui una centrale nucleare. Si può giocare a tre livelli di difficoltà: il primo è solo pratica di volo, gli altri richiedono l'abbattimento di un certo numero di aerei nemici per ottenere la vittoria, mentre la perdita di un certo numero di obiettivi, oppure la distruzione del proprio aereo, causa la sconfitta.
La schermata di gioco è divisa circa a metà, in alto si ha la visuale in prima persona di fronte all'aereo e in basso la plancia con i vari strumenti e indicatori, come altimetro, orizzonte artificiale, bussola, eccetera. La grafica è piuttosto semplice e il paesaggio esterno è costituito soltanto dall'orizzonte e dalla distesa piatta del suolo verde o del mare blu. Un piccolo radar mostra una minimappa dei dintorni, con le coste e gli obiettivi, mentre un altro radar formato da una griglia colorata rappresenta la posizione relativa dell'aereo nemico rispetto al proprio.
Si parte da un aeroporto e si deve intercettare il nemico prima che raggiunga l'obiettivo, muovendo la cloche con il joystick e controllando le altre funzioni con la tastiera. Si regola la potenza del motore, tenendo conto che a velocità troppo bassa si può andare in stallo e a velocità troppo alta l'apparecchio vibra visibilmente e subisce danni. Il carrello va controllato a mano. L'armamento è costituito da mitragliatori e missili autoguidati, entrambi con munizioni limitate. Un mirino fisso al centro della visuale può essere abilitato e disabilitato. Premendo un tasto si può mostrare la schermata della mappa dell'intera isola, con la posizione in tempo reale del nemico e l'evidenziazione dell'obiettivo al quale sta puntando. Per ricaricare carburante e armi e riparare i danni è possibile atterrare in uno dei due aeroporti, anch'essi però sono obiettivi che il nemico potrebbe distruggere. Si può fare rifornimento anche in volo, ma solo quando l'aerocisterna è disponibile e solo portandosi a precise condizioni di posizione, altitudine, velocità e orientamento.